# Élections municipales 2025 à Vernier

Armoiries de Vernier

Les élections municipales 2025 à Vernier sont des élections visant à renouveler le Conseil administratif et le Conseil municipal de la ville. Le premier tour de l'élection du Conseil administratif et l'élection du Conseil municipal a eu lieu le 23 mars 2025 et le deuxième tour de l'élection du Conseil administratif le 13 avril 2025.

## Candidatures

### Conseil administratif
7 candidats et candidates se présentent au premier tour de l'élection au Conseil administratif:
- Howard Nobs, UDC, Liste 1 ;
- Leila Müller, Le Centre - Vert'libéraux (Centre-Vert'lib), Liste 2 ;
- Martin Staub, Les Socialistes et les Vert.e.s : L'alternative pour Vernier (PS), Liste 3 ;
- Mathias Buschbeck, Les Socialistes et les Vert.e.s : L'alternative pour Vernier (Vert), Liste 3 ;
- Djawed Sangdel, Libertés et Justice sociale (LJS), Liste 4 ;
- Thierry Cerutti, MCG - Vernier d'Abord (MCG), Liste 5 ;
- Gian-Reto Agramunt, PLR Vernier (PLR), Liste 6.

### Conseil municipal
113 personnes se présentent à l'élection du Conseil municipal, sur les listes des partis suivants:
- Les Socialistes (PS), Liste 1 ;
- Les Vert.e.s de Vernier (Verts), Liste 2 ;
- PLR Vernier (PLR), Liste 3 ;
- Le Centre - Vert'libéraux (Centre - Vert'lib), Liste 4 ;
- UDC, Liste 5 ;
- Libertés et Justice sociale (LJS), Liste 6 ;
- MCG - Mouvement Citoyen Genevois (MCG), Liste 7.

## Contexte

Composition du Conseil municipal pour la législature 2020-2025. En rouge le PS, en vert clair les Verts, en orange le Centre-Vert'lib, en violet l'Alternative Vernier, en bleu le PLR, en jaune le MCG et en vert foncé l'UDC.

La gauche (PS et Verts) domine le Conseil municipal depuis 2011. En 2020, elle perd sa majorité à un siège près ; mais dans les faits, elle bénéficie toujours d'un avantage grâce aux absences répétées de la droite. Sur les 37 sièges, le Parti socialiste en dispose de 11 , les Verts de 7, le MCG de 6 et le PLR de 4. Les autres formations (Centre - Vert'lib, Alternative Vernier et UDC) ont chacun trois sièges.
À la mairie sont en poste Martin Staub (PS), Mathias Buschbeck (Vert) et Gian-Reto Agramunt (PLR),.
La campagne est tendue. Le 7 février 2025, le PS et les Verts portent plainte pour calomnie contre le candidat MCG au Conseil administratif. Ils l'accusent d'avoir levé son bras en utilisant le terme "Heil". Ils suivent le Conseil administratif, qui avait dénoncé les faits à la Justice la veille.

## Résultats du premier tour de l'élection au Conseil administratif et de l'élection au Conseil municipal
La participation le 23 mars s'élève à 30,58%.

### Conseil administratif
Aucun candidat ne recueille la majorité absolue et ne se fait élire dès le premier tour. 7'581 bulletins sont valables. Le MCG Thierry Cerutti arrive dans le trio de tête et passe devant le sortant Gian-Reto Agramunt à quelques dizaines de voix près. Les résultats sont les suivants:
| Candidats             | Suffrages      | Parti | Parti              | Statut    |
| --------------------- | -------------- | ----- | ------------------ | --------- |
| 1. Martin Staub       | 3 462 (45,67%) |       | PS                 | Ballotage |
| 2. Mathias Buschbeck  | 2 944 (38,83%) |       | Les Verts          | Ballotage |
| 3. Thierry Cerutti    | 2 337 (30,83%) |       | MCG                | Ballotage |
| 4. Gian-Reto Agramunt | 2 278 (30,05%) |       | PLR                | Ballotage |
| 5. Djawed Sangdel     | 2 089 (27,56%) |       | LJS                | Ballotage |
| 6. Leila Müller       | 1 502 (19,81%) |       | Le Centre-Vert'lib | Ballotage |
| 7. Howard Nobs        | 1 426 (18,81%) |       | UDC                | Ballotage |
|                       |                |       |                    |           |
| Participation         | 30,58 %        |       |                    |           |

### Conseil municipal
Le mouvement de Pierre Maudet Libertés et Justice sociale fait une entrée fracassante au Conseil municipal et gagne 6 sièges d'un coup. La droite se renforce avec l'obtention d'un siège supplémentaire pour le PLR, l'UDC et le MCG. Du côté des perdants, les Verts perdent la presque la moitié de leurs sièges (-3) alors que le Centre - Vert'libéraux n'atteint pas le quorum et disparaît du délibératif.
| Parti              | Bulletins | %       | +/-     | Sièges  | +/- |
| ------------------ | --------- | ------- | ------- | ------- | --- |
| PS                 | 1 786     | 26,06 % | -2,17%  | 11 / 37 | 0   |
| MCG                | 1 197     | 18,00 % | +3,92%  | 7 / 37  | +1  |
| LJS                | 1 185     | 16,58 % | +16,58% | 6 / 37  | +6  |
| PLR                | 850       | 12,57 % | +0,02%  | 5 / 37  | +1  |
| Les Verts          | 724       | 10,74 % | -6,60%  | 4 / 37  | -3  |
| UDC                | 649       | 9,55 %  | +0,61%  | 4 / 37  | +1  |
| Le Centre-Vert'lib | 438       | 6,51 %  | -2,45%  | 0 / 37  | -3  |

## Campagne de l'entre deux tours

### Alliances et retraits
Leila Müller (Centre - Vert'lib) et Howard Nobs (UDC), qui se partagent les deux dernières positions, se retirent de la course à la mairie.
Les magistrats sortants Martin Staub (PS), Mathias Buschbeck (Vert) et Gian-Reto Agramunt (PLR) décident de faire liste commune pour le deuxième tour. Ils se présentent sur la liste Unis pour Vernier (UNIS).
Évoquée dès le lendemain du premier tour, l'alliance entre LJS et le MCG ne verra pas le jour. Aussi, Djawed Sangdel et Thierry Cerutti se présentent séparément.

### Soupçons de fraude
Le 28 mars, la Tribune de Genève publie un article intitulé "À Vernier, ces étonnants bulletins de LJS aux élections municipales". Il met en avant des irrégularités et incongruités statistiques liées au scrutin du 23 mars. Les électeurs de LJS ont massivement ajouté sur leur bulletin les noms de trois candidates (PS, PLR et MCG), de sorte que certaines d'entre elles dépassent leurs têtes de liste candidats à la Mairie.
Le 29 mars, Le Centre annonce qu'une dénonciation pénale et un recours ont été déposés contre l'élection du Conseil municipal.
Le 1er avril, le PS, les Verts et le PLR annoncent à leur tour déposer un recours à la Chambre constitutionnelle contre l'élection du Conseil municipal.
Le 9 avril, le Conseil d'Etat valide les élections des Conseils municipaux du canton à l'exception de celui de Vernier en raison des recours déposés.
Le 11 avril, la Tribune de Genève publie un article intitulé "Les élections à Vernier réveillent d'anciens soupçons de fraude électorale" dans lequel elle révèle qu'un candidat LJS au Conseil municipal avait été entendu en 2018 par le Ministère public pour une ancienne affaire de fraude électorale. Il aurait participé à un réseau de vente de suffrages. L'affaire a été classée de façon surprenante.
Le 12 avril, Léman Bleu dévoile que la Chancellerie a elle aussi déposé une dénonciation pénale à la suite de l'élection du Conseil municipal.

## Résultat du deuxième tour de l'élection au Conseil administratif
Martin Staub (PS), Mathias Buschbeck (Vert) et Gian-Reto Agramunt (PLR) sont réélus le 13 avril. Ils atteignent tous trois la majorité absolue. Djawed Sangdel (LJS) perd près de 400 voix entre le premier et le deuxième tour. La participation s'élève à 25,49%. Les résultats sont les suivants:
| Candidats             | Suffrages      | Parti | Parti     | Statut  |
| --------------------- | -------------- | ----- | --------- | ------- |
| 1. Martin Staub       | 3 707 (58,29%) |       | PS        | Élu     |
| 2. Mathias Buschbeck  | 3 303 (51,93%) |       | Les Verts | Élu     |
| 3. Gian-Reto Agramunt | 3 234 (50,85%) |       | PLR       | Élu     |
| 4. Thierry Cerutti    | 2 324 (36,54%) |       | MCG       | Non élu |
| 5. Djawed Sangdel     | 1 672 (26,29%) |       | LJS       | Non élu |

Le candidat MCG Thierry Cerutti déclare à la suite des résultats vouloir faire recours contre l'élection du Conseil administratif, au motif qu'il "y a eu des démarchages malhonnêtes de la part de certains" concurrents. Par la suite, sur le plateau de Léman Bleu, il accuse l'alliance PS-Verts-PLR d'avoir utiliser des fonds publics pour leur campagne. Accusation à laquelle le socialiste Martin Staub répond par le dépôt d'une plainte pour calomnie.

## Suite de «l'affaire Vernier» et annulation de l'élection du Conseil municipal
Le 22 avril, LJS dépose un recours contre l'élection du Conseil administratif. La formation estime que les révélations des médias ont péjoré les chances de succès de leur candidat Djawed Sangdel.
Le 13 mai, la Cour constitutionnelle accorde l'effet suspensif aux recourants. Les élections du Conseil municipal et du Conseil administratif sont gelées jusqu'à ce que la justice puisse se prononcer sur la validité du scrutin.
Le 28 mai, le Conseil d'Etat reçoit une copie d'une lettre du procureur général Olivier Jornot à la Cour de Justice. Aux termes d'une analyse graphologique sur un échantillon de bulletins, il ressort qu'une part significative d'entre eux ont été remplis par quelques personnes. Ces comportements illicites ne concernent que l'élection du Conseil municipal.
Le 30 mai, l'élection du Conseil administratif n'est toujours pas validée alors que la législature prend fin le lendemain. Le Conseil d'Etat nomme les sortants Gian-Reto Agramunt, Mathias Buschbeck et Martin Staub en qualité d'administrateurs provisoires afin de gérer les affaires courantes le temps que l'élection soit validée.
Le 4 juin, la justice rejette les recours formés contre l'élection du Conseil administratif. Le MCG Thierry Cerutti déclare faire recours de cette décision au Tribunal fédéral. 
Le 5 juin, le journal Le Temps révèle que sur les 288 bulletins analysés, seuls 10 sont exempts de tout soupçon. Sans les bulletins frauduleux, LJS aurait perdu un siège au Conseil municipal. 80 bulletins auraient été remplis par une seule personne ; en tout, 278 bulletins ont été remplis par 9 personnes. L'avocat d'une des parties avait fait savoir dès le 8 mai que 227 autres bulletins étaient litigieux, et pour lesquels un rapport complémentaire est en cours d'élaboration.
Le 6 juin, le Ministère public ordonne à la Chancellerie de séquestrer les cartes de vote, ceci afin de déterminer si les signatures ont elles aussi été falsifiées.
Le 11 juin, le Conseil d'État valide l'élection du Conseil administratif, révoque les administrateurs provisoires nommés le 30 mai et procède à l'assermentation de Gian-Reto Agramunt, Mathias Buschbeck et Martin Staub en qualité de Conseillers administratifs .
Le 19 juin, l'élection du Conseil municipal est annulée par la justice.
Le 25 juin, le Conseil d'État fixe la date de la nouvelle élection du Conseil municipal au 30 novembre 2025 .